# 滿渕俊樹
滿渕俊樹（日语：／ Mabuchi Toshiki，1950年—）是一名日本數學家，專攻複微分幾何和代數幾何。2006年在馬德里，他是國際數學家大會的受邀演講者。滿渕因提出滿渕泛函而知名。

## 生平
1972年，滿渕畢業於東京大學理學部，並成為加州大學柏克萊分校的數學研究生。滿渕於1977年博士畢業，論文為「C3作用和具有充裕切向束的代數三維折射」，導師為小林昭七。1978年起，他成為大阪大學數學系的教員。他的研究涉及複微分幾何、極端凱勒度量、代數變數的穩定性以及小林-希欽對影。
2006年，滿渕和鹽谷隆獲得日本數學會的幾何學獎。

## 研究工作
滿渕因其在1986年提出滿渕能量而知名，此能量為恆標曲率凱勒度量問題提供了變異詮釋。具體而言，滿渕能量是凱勒類上的實值函數，其歐拉-拉格朗日方程式是恆標曲率方程。在凱勒類代表複雜流形的第一陳類的情況下，由於這樣的凱勒類中的恆標曲率度量必須是凱勒-愛因斯坦度量，因此與凱勒-愛因斯坦問題有關。
由於滿渕能量的二次變異公式，每個臨界點都是穩定的。此外，如果一個人整合一個全形向量場，並透過相對應的一參數差分變形系列拉回一個給定的凱勒度量，那麼滿渕能量的相對應限制就是一個實變數的線性函數；它的導數就是二木昭人在幾年前發現的二木不變數。二木不變數和滿渕能量對於理解凱勒-愛因斯坦度量或具有恆定標量曲率的凱勒度量存在的障礙是非常重要的。
一年後，滿渕利用∂∂引理，在凱勒類上考慮了一個自然的黎曼度量，這讓他可以定義長度、測地線和曲率；滿渕的度量的截面曲率是非正的。沿著凱勒類的大地曲率，滿渕能量是凸的。因此滿渕能量具有很強的變異特性。

## 部分著作

### 文章
- Mabuchi, Toshiki. . Tohoku Mathematical Journal. 1986, 38 (4): 575–593. ISSN 0040-8735. doi:10.2748/tmj/1178228410 .
- Bando, Shigetoshi; Mabuchi, Toshiki. . . 1987: 11–40  [2025-04-01]. ISBN 978-4-86497-068-6. ISSN 0920-1971. doi:10.2969/aspm/01010011. （原始内容存档于2020-06-23）.
- Mabuchi, Toshiki. . Osaka Journal of Mathematics. 1987, 24 (2): 227–252.

### 書籍
- Mabuchi, Toshiki; Mukai, Shigeru (编). . Lecture Notes in Pure and Applied Mathematics 145. CRC Press. 1993. ISBN 978-0-8247-9069-1.
- ——; Noguchi, Junjiro; Ochiai, Takushiro (编). . World Scientific. 1994. ISBN 978-981-02-2067-9.